# Montagnier VS
| VS ist das Kürzel für den Kanton Wallis in der Schweiz. Es wird verwendet, um Verwechslungen mit anderen Einträgen des Namens Montagnier zu vermeiden. |

Montagnier ist ein Weiler der Ortschaft Le Châble VS in der politischen Gemeinde Val de Bagnes im Schweizer Kanton Wallis. Montagnier liegt im Val de Bagnes am rechten Ufer der Dranse de Bagnes zwischen Villette und Versegères und war bis 2020 Teil der ehemaligen politischen Gemeinde Bagnes.
Eine vom Bahnhof Le Châble ausgehende Buslinie der Transports de Martigny et Régions (TMR) erschliesst Montagnier im öffentlichen Verkehr.

## Geschichte

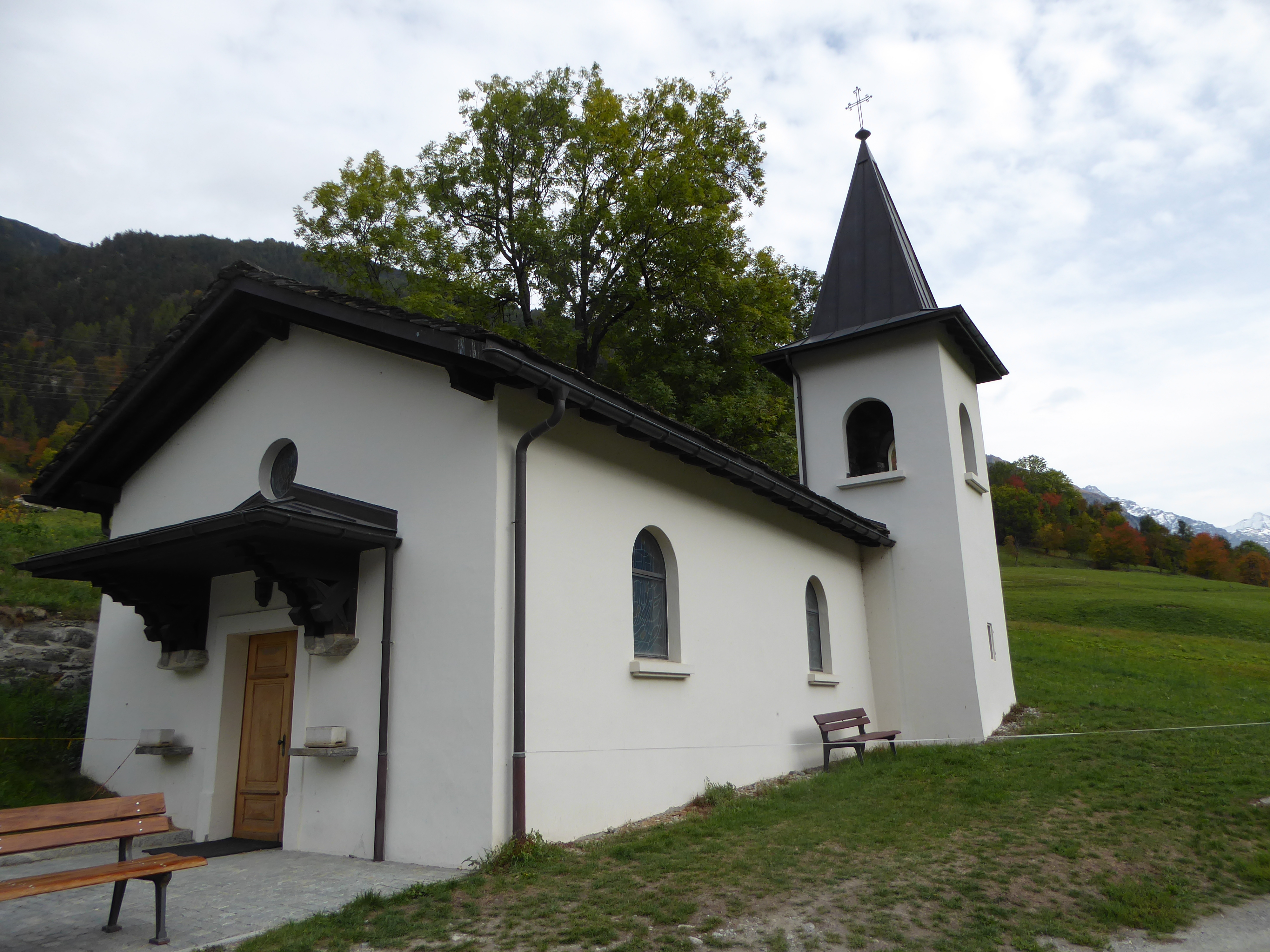
Kapelle Saint-Etienne

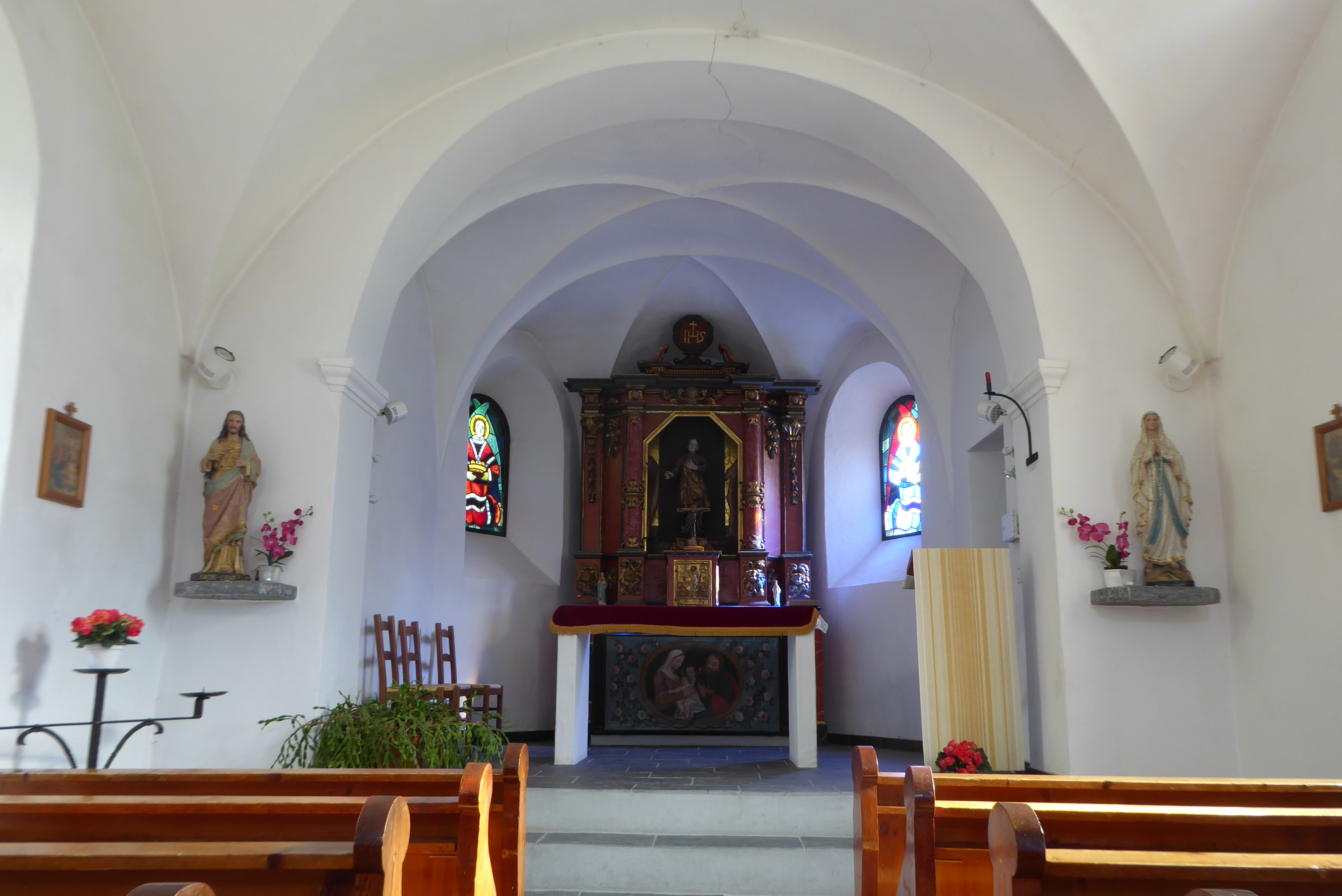
Chor der Kapelle

Im frühen 13. Jahrhundert teilten sich drei Adelsfamilien – die d’Ayent sowie die Linien der de la Tour von Saint-Maurice und von Collombey – die kleine Herrschaft Montagnier, die zu dem von der Abtei Saint-Maurice abhängigen Vizedominat Bagnes gehörte. Die Junker von Ayent verkauften 1230 all ihre Rechte in Bagnes an den Abt von Saint-Maurice, während der Besitz der de la Tour erst 1462 durch Kauf an die Abtei kam. Ein Geschlecht de Montagnier als Dienstmannenfamilie der Dransetäler, wie es Robert Hoppeler erwähnt, hat es wohl nie gegeben. Wilhelm und Amadeus de Montagnie, die 1285 im Gefolge des Bischofs Peter von Oron im Wallis auftauchten, gehörten wie der wiederholt in Urkunden des 13. und 14. Jahrhunderts erwähnte Domherr Guido de Montagnie zur Freiburger Familie von Montagny.

## Kapelle Saint-Etienne
Die dem Saint-Etienne geweihte Kapelle wurde im Jahr 1349 erbaut. Zu dieser Zeit wurden bereits die Pesttoten des oberen Tals auf dem Vorplatz der Kapelle begraben. 1890 erfolgte eine vollständige Restaurierung, bei der die Kapelle eine Sakristei und einen Glockenturm erhielt. Das Gotteshaus beherbergt einen der wenigen barocken Altäre, die in Bagnes erhalten sind. Der zentrale Teil des Altaraufsatzes ist ein Triptychon aus dem 15. Jahrhundert. Die an Ostern 2003 geweihten Glasscheiben stammen von Françoise Delavy-Bruchez, einer Glasmalerin aus Bagnes.

## Bilder

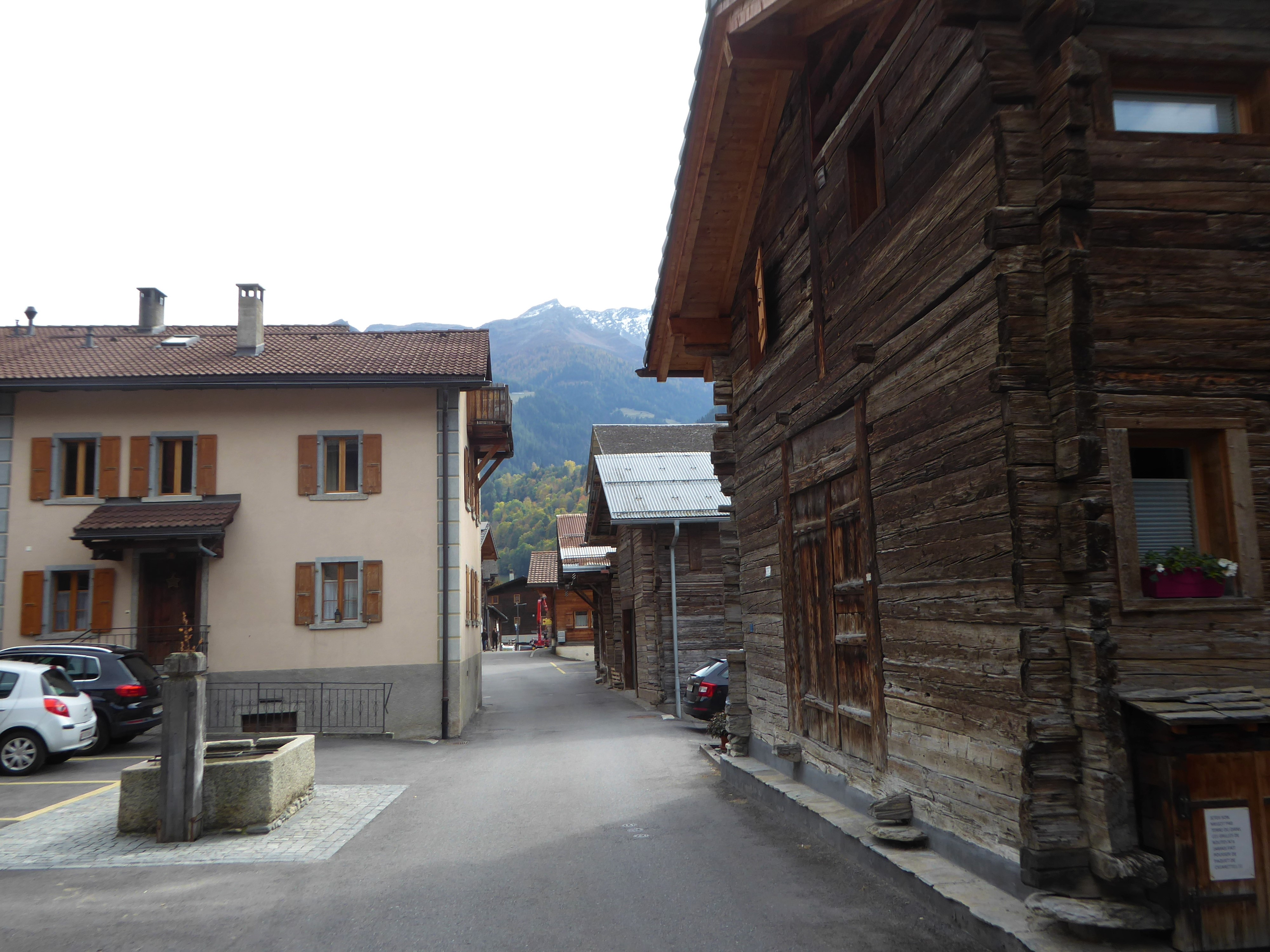
Dorfzentrum
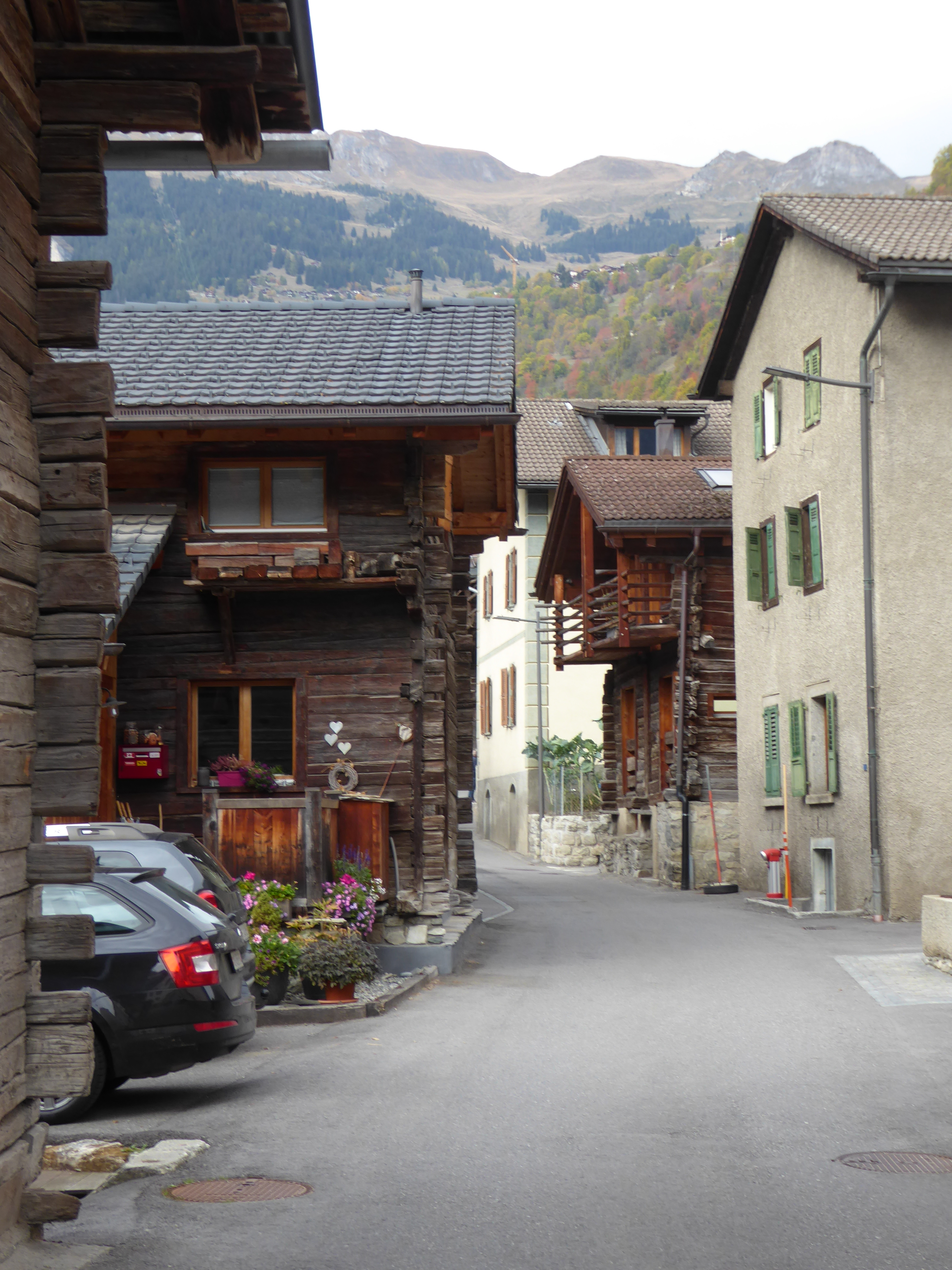
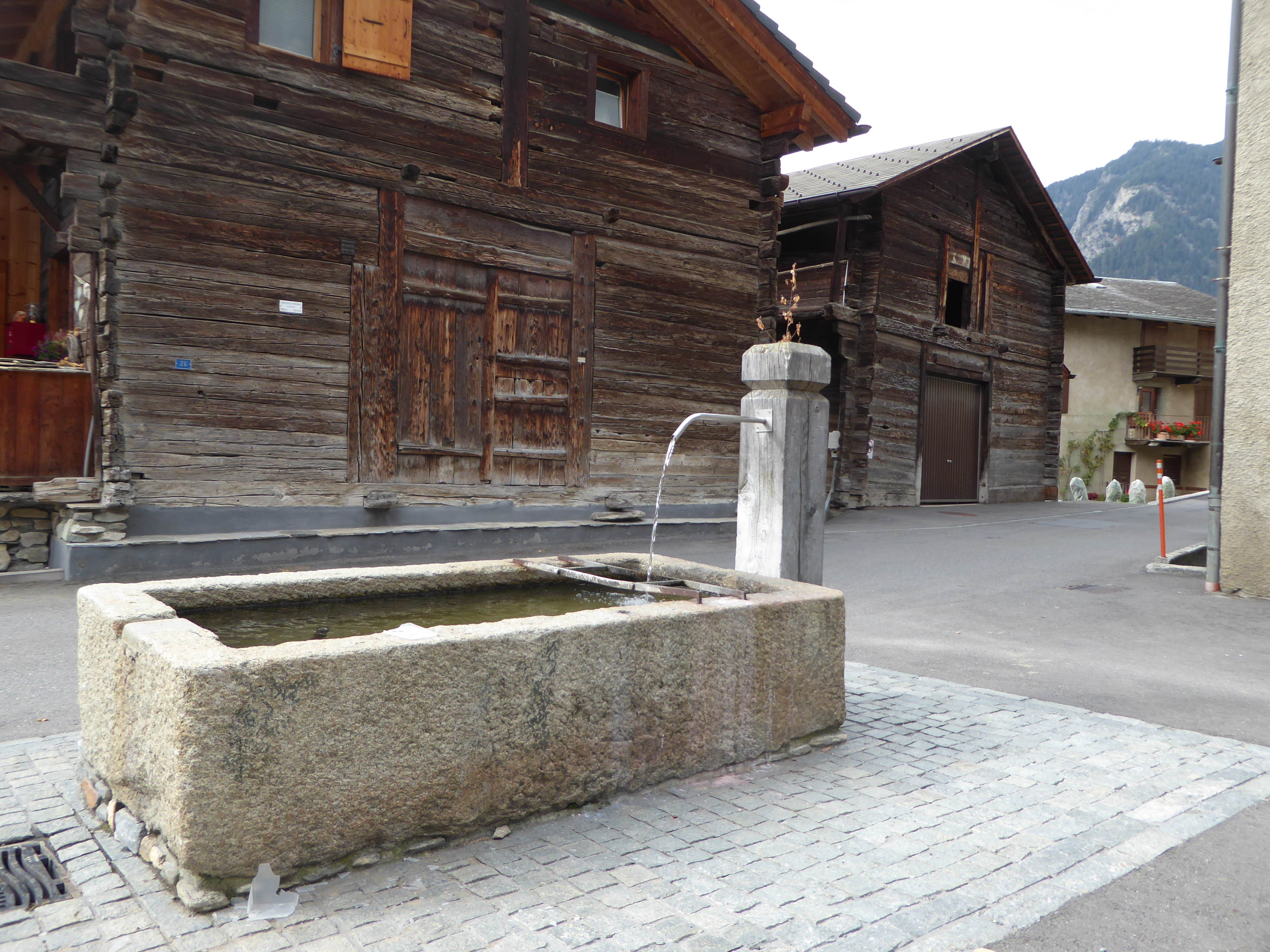
Dorfbrunnen
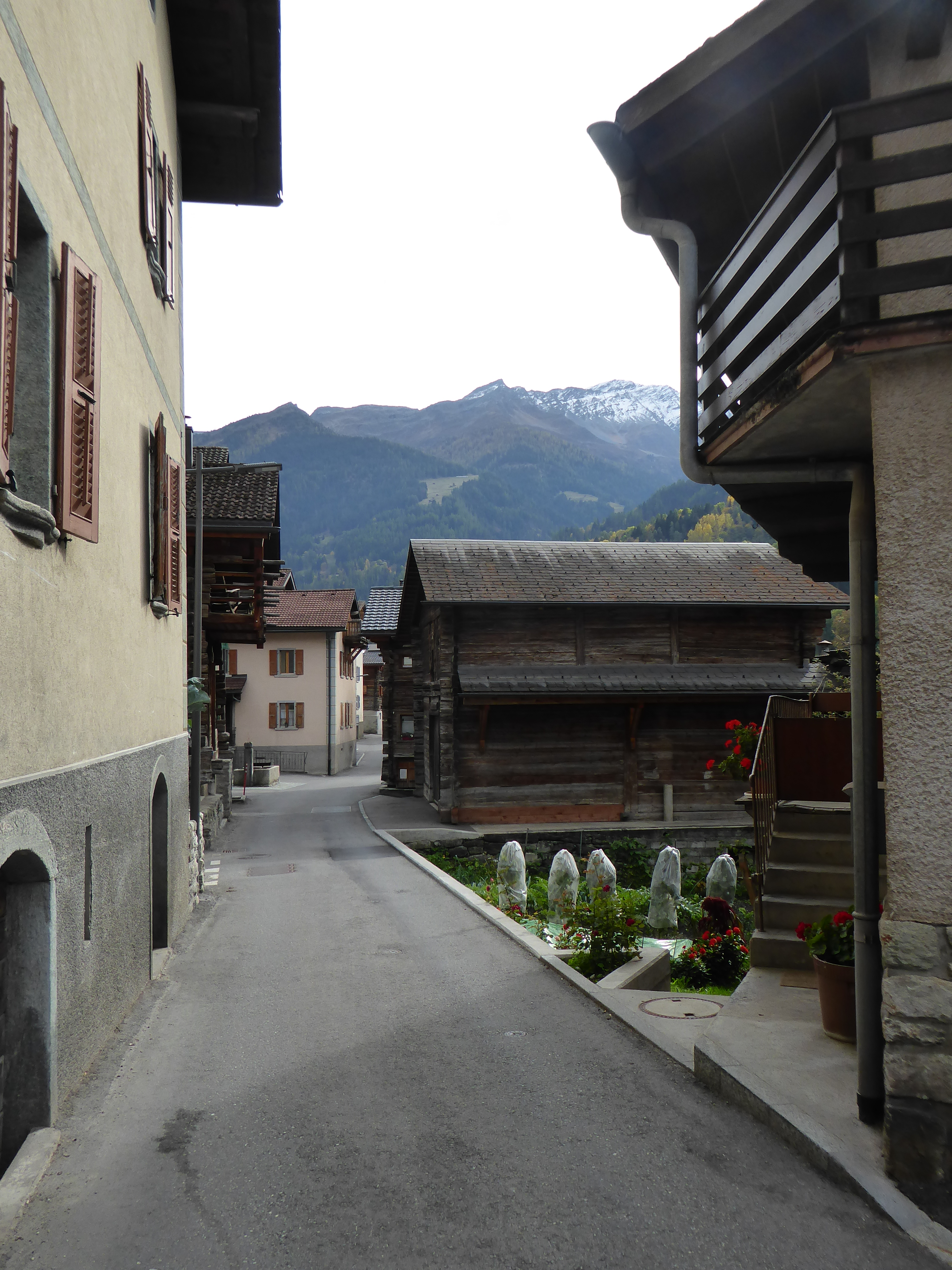
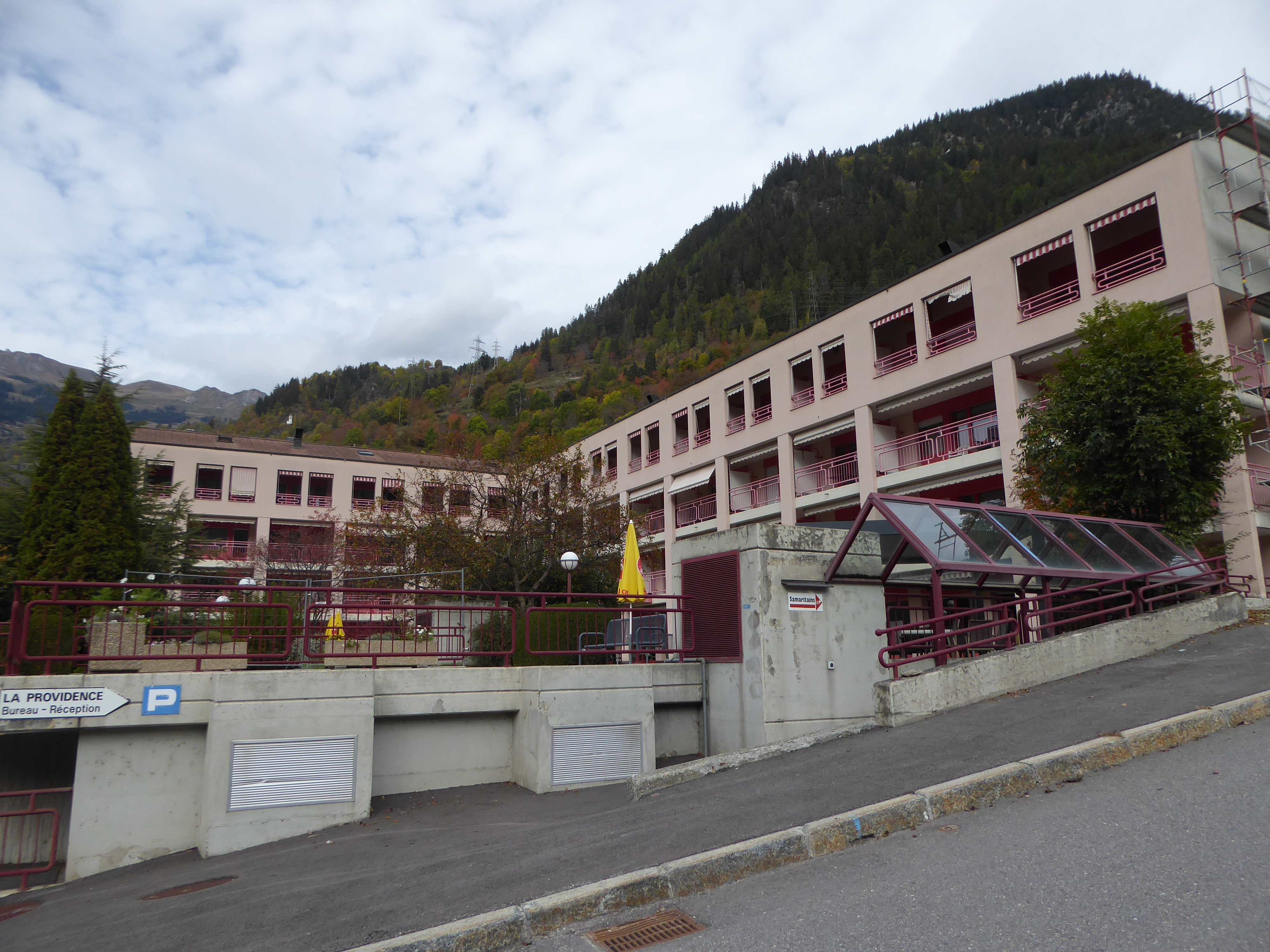
Pflegeheim Maisons de la Providence